# Rom Houben
Rom Houben là một người đàn ông Bỉ hôn mê, người được cho là có khả năng đánh máy thông qua giao tiếp được tạo điều kiện, một kỹ thuật mất uy tín khoa học. Houben được cho là hôn mê và trong tình trạng thực vật trong 23 năm sau một tai nạn ô tô gần chết người, nhưng theo một số người chăm sóc của anh, đã tỉnh táo và bị tê liệt trong suốt thời gian nằm viện.  Năm 2010, yêu cầu đã bị từ chối khi không thể lặp lại giao tiếp với một người hỗ trợ khác và bằng cách giấu đối tượng được xác định khỏi tầm nhìn của người hướng dẫn.

## Bối cảnh
Houben được nhà thần kinh học người Bỉ Steven Laureys chẩn đoán mắc hội chứng khóa kín vào năm 2006 với sự trợ giúp của các kỹ thuật và thiết bị hình ảnh não hiện đại.  Bây giờ anh ta rõ ràng giao tiếp bằng cách gõ vào bàn phím bằng tay phải được hỗ trợ bởi người hỗ trợ giao tiếp.  Tuy nhiên, những tuyên bố rằng Houben có thể giao tiếp bằng cách gõ đã bị tranh cãi rộng rãi.
Trường hợp của Houben được sử dụng để đặt câu hỏi về các phương pháp chẩn đoán tình trạng thực vật hiện tại và lập luận chống lại sự chăm sóc từ những bệnh nhân như vậy.  Tuy nhiên, một số nhà đạo đức sinh học tin rằng trường hợp này, nếu được xác nhận, có thể cung cấp các lập luận mạnh mẽ hơn cho việc rút hoặc giữ lại từ các bệnh nhân thực vật.
Trong khi Houben được chẩn đoán vào năm 2006, trường hợp của anh, lần đầu tiên được báo cáo trong một bài báo về Thần kinh học BMC vào tháng 7 năm 2009 mà không được đặt tên,  chỉ được đưa đến sự chú ý rộng rãi hơn sau khi tạp chí hàng tuần của Đức Der Spiegel đăng một câu chuyện về nó vào tháng 11 năm 2009. sau đó đã được các phương tiện truyền thông trên khắp thế giới chọn, nhận được sự bao quát rộng rãi.

## Tranh cãi
Nhà sinh vật học Jacob M. Appel của Đại học New York đã cho rằng vụ án có thể là "vấn đề mơ tưởng", hoặc "một trò lừa bịp tàn nhẫn và lôi kéo " sẽ được sử dụng bởi những người bảo thủ chính trị trong chiến dịch quan hệ công chúng chống lại quyền được chết.
Phương pháp sử dụng để bị cáo buộc giao tiếp với Houben được gọi là " thông tin liên lạc thông tục ",  mà Hiệp hội cho hành vi phân tích quốc tế, các American Academy of Child và vị thành niên Tâm thần học và Hiệp hội Mỹ về tâm thần chậm phát triển đã được gọi là một "kỹ thuật uy tín", việc sử dụng đó là "không chính đáng và phi đạo đức".  Những người hoài nghi, bao gồm PZ Myers và James Randi, cho rằng giao tiếp được tạo điều kiện không liên quan đến giao tiếp thực tế với người khuyết tật, mà là với những người đóng vai trò là "người hỗ trợ". Randi viết rằng những tuyên bố về số lượng giao tiếp được tạo điều kiện của Houben là một "trò hề độc ác".  Đoạn video cho thấy "người điều phối", Linda Wouters, nắm tay Houben khi ngón tay của anh ta đang được sử dụng để gõ với tốc độ nhanh, mặc dù đối tượng dường như bị nhắm lại khi nhắm mắt.  thần kinh học Steven Novella lập luận rằng có "chút nghi ngờ" rằng việc đánh máy của Houben là kết quả của việc giao tiếp không có thật.
Ngoài ra, Arthur Caplan, giáo sư đạo đức sinh học tại Đại học Pennsylvania, đã tuyên bố rằng những tuyên bố mà Houben bị cáo buộc đưa ra thông qua người hướng dẫn của ông dường như không tự nhiên đối với người khuyết tật và không thể nói trong nhiều thập kỷ.  Thông qua Wouters, Houben được trích dẫn rằng "Bây giờ tôi có thể giao tiếp và nói chuyện thông qua giao tiếp được tạo điều kiện. Không phải ai cũng tin vào hình thức giao tiếp này. Đây là một phương pháp gây tranh cãi nhưng đối với tôi, nó rất quan trọng đối với cuộc sống. Cuối cùng, quan điểm của tôi có thể được lắng nghe và cảm xúc của tôi được bày tỏ. "
Ban đầu, Laureys nói rằng ông đã xác minh rằng giao tiếp được tạo điều kiện là có thật, bằng cách cho các đối tượng Houben biết khi người hướng dẫn không có mặt trong phòng, và sau đó yêu cầu Houben nhớ lại các đối tượng đó.  Novella cho rằng Laureys đã không sử dụng các biện pháp kiểm soát thích hợp.
Trong một cuộc phỏng vấn với tờ báo De Standaard của Bỉ, Laureys tuyên bố rằng ông không liên quan đến việc lựa chọn phương thức giao tiếp và từ chối bình luận về tính hợp lệ của nó. Ông thậm chí còn tuyên bố là "một người hoài nghi [chính mình]" và thừa nhận rằng "tiếng xấu của một số hình thức [của giao tiếp được tạo điều kiện] là hợp lý". Ông cũng tuyên bố rằng vụ án của Houben chỉ được công khai vì Der Spiegelmuốn báo cáo về nghiên cứu của mình và đang tìm kiếm một "yếu tố con người" cho câu chuyện: "Tôi biết rằng Rom và gia đình anh ấy sẵn sàng hợp tác vì họ đã làm như vậy trước đây [cho một kênh truyền hình Flemish]." Tuy nhiên, ông cũng chỉ trích một số phản hồi tiêu cực vì "chỉ đánh giá bằng chứng dựa trên một số cảnh quay video" và tuyên bố rằng "đã đến lúc, chúng tôi sẽ xem xét một cách khoa học các cách giao tiếp khác nhau. Đối với chúng tôi, đây dường như là cách thích hợp."

## Không bảo vệ
Laureys sau đó đã kết luận rằng các tin nhắn được gán cho Houben thông qua sự tạo điều kiện của Wouters thực tế không phải đến từ Houben. Sau các thử nghiệm đầu tiên, thử nghiệm thêm đã gặp kháng chiến. Sử dụng một người hỗ trợ khác, thử nghiệm tiếp theo trong các điều kiện được kiểm soát thích hợp trong đó mười lăm đối tượng được hiển thị cho Houben trong một vài tuần được thực hiện, Houben không thể truyền đạt kiến thức về bất kỳ đối tượng nào được hiển thị cho anh ta trong thời gian vắng mặt của người hỗ trợ.  Novella quy lỗi trước của Laureys có khả năng không đủ kinh nghiệm với giao tiếp được tạo điều kiện.